# District historique de Munson Valley
Le district historique de Munson Valley (en anglais : Munson Valley Historic District) est un district historique dans le comté de Klamath, dans l'Oregon. Inscrit au Registre national des lieux historiques depuis le 1er décembre 1988, il est protégé au sein du parc national de Crater Lake.

## Principales propriétés contributrices
- Administration Building
- Crater Lake Superintendent's Residence
- Steel Visitor Center